# IFT74
IFT74‏ (Intraflagellar transport 74) هوَ بروتين يُشَفر بواسطة جين IFT74 في الإنسان.